# Диянская, Галина Петровна
Галина Петровна Диянская (Киткаева, 10 декабря 1950, Василенки, Сернурский район, Марийская АССР, РСФСР, СССР — 18 апреля 1999, Москва, РФ) — советский и российский специалист в области библиотечного обслуживания инвалидов по зрению и тифлобиблиотековед. доктор педагогических наук (1999; посмертно), кандидат педагогических наук (1990).

## Биография
Родилась 10 декабря 1950 года в Василенках, вскоре после рождения переехала в Москву, окончила школу с золотой медалью. В 1968 году поступила в МГИК, который окончила в 1972 году с отличием. После окончания учёбы с 1972 по 1975 год работала в различных библиотеках Москвы и Московской области. С 1975 года работала в различных организациях для слепых.
Выпустила ряд проектов, два из которых известны за рубежом — «Молодёжный клуб Преодоление» и «Электронный словарь по тифологии». 19 марта 1999 года защитила докторскую диссертацию по теме «Принцип равных возможностей в тифлобиблиотековедении и библиотечном обслуживании инвалидов по зрению». 18 апреля 1999 года скоропостижно скончалась от острого кровоизлияния в мозг, связанного с перегрузом на работе и отсутствием отдыха. 25 июня 1999 года ей посмертно была присуждена степень доктора педагогических наук. Научные работы продолжают служить пособием для библиотечного обслуживания слепых и слабовидящих людей.

### Память
В РГБС каждый год 10 декабря устраиваются выставки её научных работ, а каждые 5 лет, во время юбилейных дат устраиваются полномасштабные вечера памяти, а также рассказ о её плодотворной жизни.

## Научные работы
Основные научные работы посвящены проблемам библиотечного и информационного обслуживания инвалидов. Автор свыше 50 научных работ.